# Петрович, Рок
Рок Петрович (5 февраля 1966 — 16 сентября 1993) — югославский горнолыжник.

## Биография
Первый успех Рока — титул чемпиона мира среди юниоров в слаломе (1983, Италия). В сезоне 1985/86 он завоевал малый хрустальный глобус.
В следующем сезоне лучшим его достижением было второе место на одном из этапов кубка мира.
Рок Петрович первым стал применять технику отбивания флажков в обе стороны, что и дало ему значительное преимущество в сезоне 1985/86.
В 1988 году он закончил спортивную карьеру и стал учиться на спортивном факультете в Любляне, где и получил диплом в 1991 году.
Осенью 1993 года он должен был защищать магистерскую диссертацию, но утонул во время занятий дайвингом в Хорватии.
10 марта 2012 года состоялась премьера документального фильма «От камня до кристалла, портрет Рока Петровича».

## Победы в кубке мира
Рок Петрович 5 раз побеждал на этапах кубка мира в слаломе в своём чемпионском сезоне 1985/86:
| Дата            | Место           | Страна    |
| --------------- | --------------- | --------- |
| 1 декабря 1985  | Sestrieres      | Италия    |
| 22 декабря 1985 | Краньская Гора  | Югославия |
| 2 февраля 1986  | Wengen          | Швейцария |
| 25 февраля 1986 | Hafjell         | Норвегия  |
| 11 марта 1986   | Heavenly Valley | США       |